# El problema de la màquina escurabutxaques
El problema de la màquina escurabutxaques es pot esquematitzar de la manera següent:
- S'és davant dues màquines escurabutxaques
- L'una, {\displaystyle A}, està en funcionament. Retorna per tant 1 euro per fitxa amb una probabilitat {\displaystyle p_{0}} coneguda.
- L'altra, {\displaystyle B}, està espatllada, i retorna per tant 1 euro per fitxa amb una probabilitat {\displaystyle p_{1}} desconeguda.
- Es disposa de {\displaystyle N} fitxes. Què fer per maximitzar raonablement el guany ?

## Desbastar el problema
Algunes consideracions permeten evitar l'explosió combinatòria:
- Només una aposta a {\displaystyle B} pot aportar informació i només una aportació d'informació pot portar a canviar d'opinió. Per tant, així que es deixa d'apostar per {\displaystyle B}, s'està segur de no tenir mai motiu de tornar a apostar-hi.
- El problema es resumeix en conseqüència en dir quantes fitxes s'apostarà per {\displaystyle B}, en funció dels resultats, abans de canviar (definitivament) a {\displaystyle A} o no. És el problema clàssic del disseny d'experiments.

## Aplicació practica
L'aplicació més típica del problema de la màquina escurabutxaques és la de la tria entre una antiga i una nova posologia d'una vacuna o medicament (o entre dos diferents): cal determinar el més de pressa possible si el nou producte ha de ser adoptat o s'ha de mantenir l'antic. Tot error es traduiria en vides humanes perdudes (o, pel capbaix, en persones sofrint trastorns o bé a un tractament incomplet, o bé en efectes secundaris excessius).